# Provodov-Šonov
Provodov-Šonov (deutsch Prowodow-Schonow) ist eine Gemeinde im Okres Náchod in Tschechien. Sie liegt vier Kilometer südwestlich von Náchod.

## Geographie
Provodov-Šonov liegt östlich des Stausees Rozkoš, unweit der E 67, die von Hradec Králové nach Náchod verläuft. Nachbarorte sind Kramolna und Vysokov im Norden, Dobruška im Südosten, Opočno im Süden, Slavětín im Südwesten und Česká Skalice im Nordwesten.
Der Ortsteil Šonov erstreckt sich am Šonovský potok, Provodov liegt an dessen Zufluss Provodovský potok.

## Geschichte
Die Gemeinde Provodov-Šonov entstand am 1. Juli 1985 durch den Zusammenschluss der Gemeinden Provodov und Šonov u Nového Města nad Metují.

### Provodov

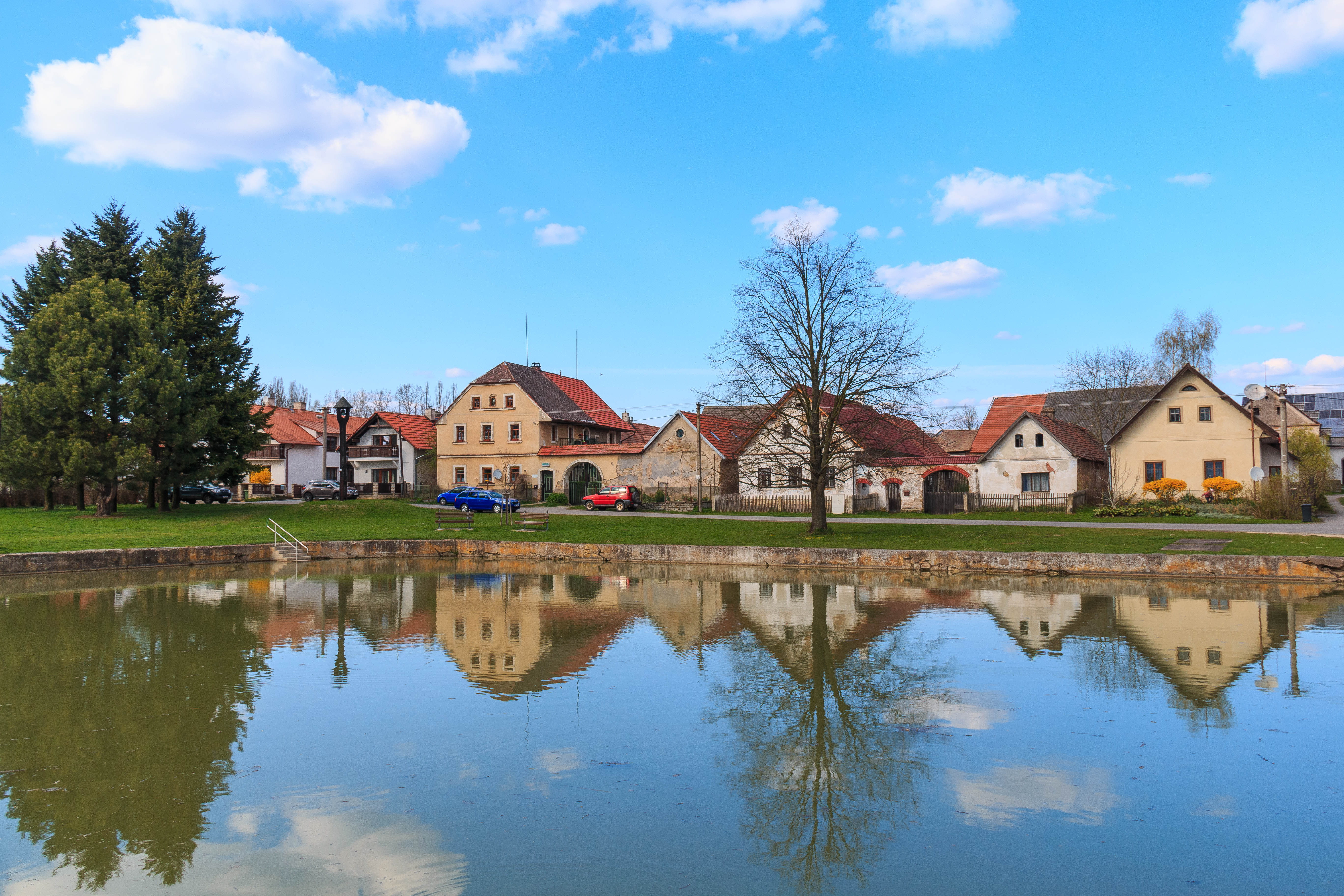
Provodov (Dorfteich)

Provodov wurde vor dem Jahr 1213 gegründet. In diesem Jahr schenkte der böhmische König Ottokar I. Přemysl das Marktdorf Provodov zusammen mit dem damaligen „Nesvačilov“ bzw. „Neswachilow“ (jetzt Šeřeč) sowie dem Politzer Sprengel den Mönchen des Klosters Břevnov. Sie hatten den Auftrag, zunächst das Politzer Gebiet und anschließend das Gebiet von Braunau, das damals noch zum Glatzer Land gehörte, zu kolonisieren. Nachdem unter König Ottokar II. Přemysl der Markt von Provodov nach Politz übertragen wurde, verlor Provodov an Bedeutung. Vermutlich deshalb schenkten die Mönche Provodov 1305 dem Glatzer Burggrafen Benesch von Wartenberg (Beneš z Vartenberka) zu einem lebenslangen Nießbrauch. 1530 verkaufte das Kloster Břevnov Provodov zusammen mit Nesvačilov dem Besitzer der Herrschaft Neustadt, Vojtěch/Adalbert von Pernstein. Er parzellierte den Grund des seit den Hussitenkriegen weitgehend entvölkerten Dorfes und verpachtete ihn an neue Siedler, die zum Frondienst verpflichtet wurden. Bis zur Aufhebung der Patrimonialherrschaften blieb Provodov mit der Herrschaft Nové Město/Neustadt verbunden und war dorthin auch eingepfarrt.
Ab 1849 bildete Provodov mit dem Ortsteil Václavice eine Gemeinde im Gerichtsbezirk Neustadt. 1854 wurde in Provodov eine Schule errichtet, deren Kosten von den Obrigkeiten in Náchod, Nové Město/Neustadt und Opočno getragen wurden. 1851 bestand Provodov aus 35 Häusern mit 229 Einwohnern. Ab 1868 gehörte die Gemeinde Provodov zum Bezirk Neustadt an der Mettau. Nach der Aufhebung des Okres Nové Město nad Metují wurde Provodov 1948 dem Okres Náchod zugeordnet. Im Jahre 1961 wurden Kleny und Šeřeč (mit Domkov) eingemeindet.

### Šonov

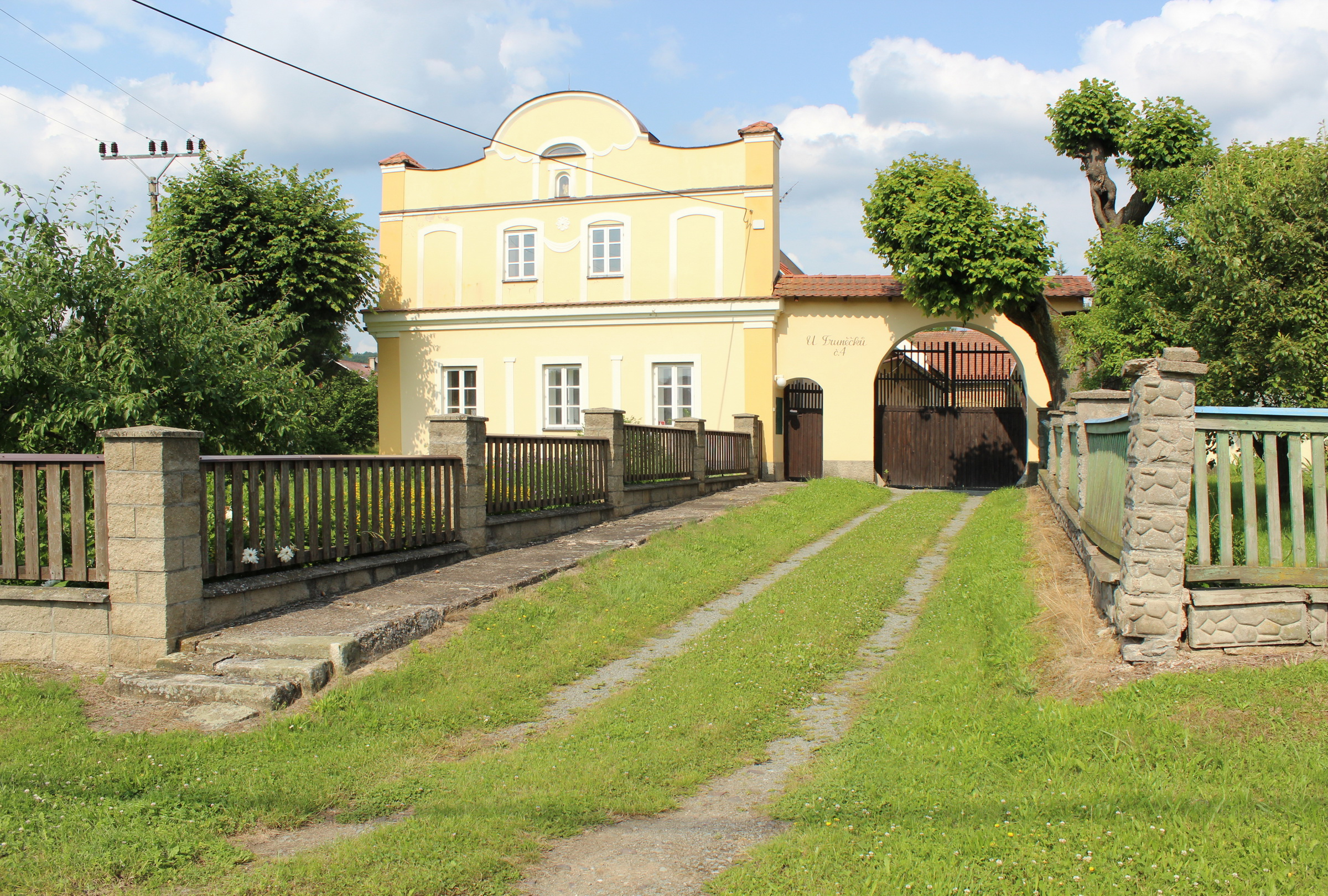
Gutshof in Šonov

Šonov (auch Šonov u Nového Města nad Metují; deutsch Schonow, auch Schönau), das erstmals im Jahre 1300 erwähnt wurde, entstand vermutlich in der zweiten Hälfte des 13. Jahrhunderts durch die Vladyken Šonovský von Šonov. Noch 1254 sollen die umliegenden Wälder zur Burg Hummel (… hvozdy, náležejicí ke hradu Homoli) gehört haben. Im 14. Jahrhundert fiel Šonov an die Herren von Duba, die es ihrer Herrschaft Nachod inkorporierten. Sie verkauften die obere Hälfte von Šonov dem Jan von Potštejn, dem damals das eigenständige Krčín gehörte. Der untere, Nachoder Teil von Šonov gehörte im 15. Jahrhundert dem Raubritter Jan Kolda von Žampach. Vermutlich deshalb wurde Šonov 1441 durch die Schlesier niedergebrannt. 1484 wurde die Herrschaft Krčin, zu der die obere Hälfte von Šonov gehörte, von Jan Černčický von Kácov erworben. Er übertrug die Rechte von Krčin dem neu gegründeten Neustadt an der Mettau. Damit gelangte die obere Hälfte von Šonov an die Herrschaft Neustadt, die 1527 von Vojtěch/Adalbert von Pernstein erworben wurde.
Die untere Hälfte von Šonov, die bis dahin zur Herrschaft Nachod gehörte, wurde vor 1540 von den Herren Straka von Nedabilitz (Strakové z Nedabylic) erworben. Jan d. Ä. Straka von Nedabilitz erwarb 1564 auch die obere, Neustädter Hälfte von Šonov von Johann/Hans von Stubenberg. Damit gehörte nun ganz Šonov den Straka von Nedabilitz. Um 1576 errichtete Johann Georg (Jan Jiří) Straka neben dem bestehenden Vorwerk eine Veste aus Stein. Im benachbarten Václavice errichtete er in der Kirche des hl. Wenzel ein Grabmal für sich und seine Familie. Johann Georgs Sohn Peter Straka d. J. war 1641 wegen Überschuldung gezwungen, die ehemals Nachoder Hälfte dem neuen Besitzer der Herrschaft Nachod, Ottavio Piccolomini zu verkaufen, der sie wiederum mit der Herrschaft Nachod verband. Die ehemals obere, Neustädter Hälfte gelangte 1643 an den neuen Besitzer der Herrschaft Neustadt, Feldmarschall Walter Leslie. Im Dreißigjährigen Krieg wurde Šonov 1646 niedergebrannt.
Octavio Piccolomini ließ die teilweise ruinierte Veste sowie das Vorwerk im unteren Teil von Šonov renovieren. Zu einem wirtschaftlichen Aufschwung kam es unter Herzog Peter von Biron, der die Herrschaft Nachod 1792 erworben hatte. Er ließ das Šonover Vorwerk neu in Stein errichten und benannte es nach seiner Ehefrau Dorothea von Medem als „Dorotheenhof“ (Dorotin dvůr). Während der Herrschaft der Biron-Tochter Wilhelmine von Sagan sind für die Nachoder Hälfte von Šonov belegt: Dorotheenhof, Forsthaus, Schmiede, ein Halbbauer und 17 Häuslerstellen.
Nach der Aufhebung der Patrimonialherrschaften bildete Šonov ab 1849 eine Gemeinde im Gerichtsbezirk Neustadt. 1851 lebten 526 Einwohner in Šonov. Ab 1868 gehörte die Gemeinde Šonov zum Bezirk Neustadt an der Mettau. Nach der Aufhebung des Okres Nové Město nad Metují wurde Šonov 1948 dem Okres Dobruška zugeordnet, der bei der Gebietsreform von 1960 aufgelöst wurde. Danach wurde die Gemeinde Teil des Okres Náchod und erhielt den neuen Namen Šonov u Nového Města nad Metují; dieser diente zur Unterscheidung von der anderen Gemeinde Šonov, die zeitgleich aus dem ehemaligen Okres Broumov zum Okres Náchod hinzugekommen war.

## Gemeindegliederung
Die Gemeinde Provodov-Šonov besteht aus den Ortsteilen Kleny (Klen), Provodov (Prowodow), Šeřeč (Schertsch), Šonov u Nového Města nad Metují (Schonow, auch Schönau) und Václavice (Wenzelsberg). Grundsiedlungseinheiten sind Domkov (Domkau), Kleny, Na Horách, Provodov, Šeřeč, Šonov u Nového Města nad Metují und Václavice.
Das Gemeindegebiet gliedert sich in die Katastralbezirke Domkov, Kleny, Provodov, Šeřeč und Šonov u Nového Města nad Metují.

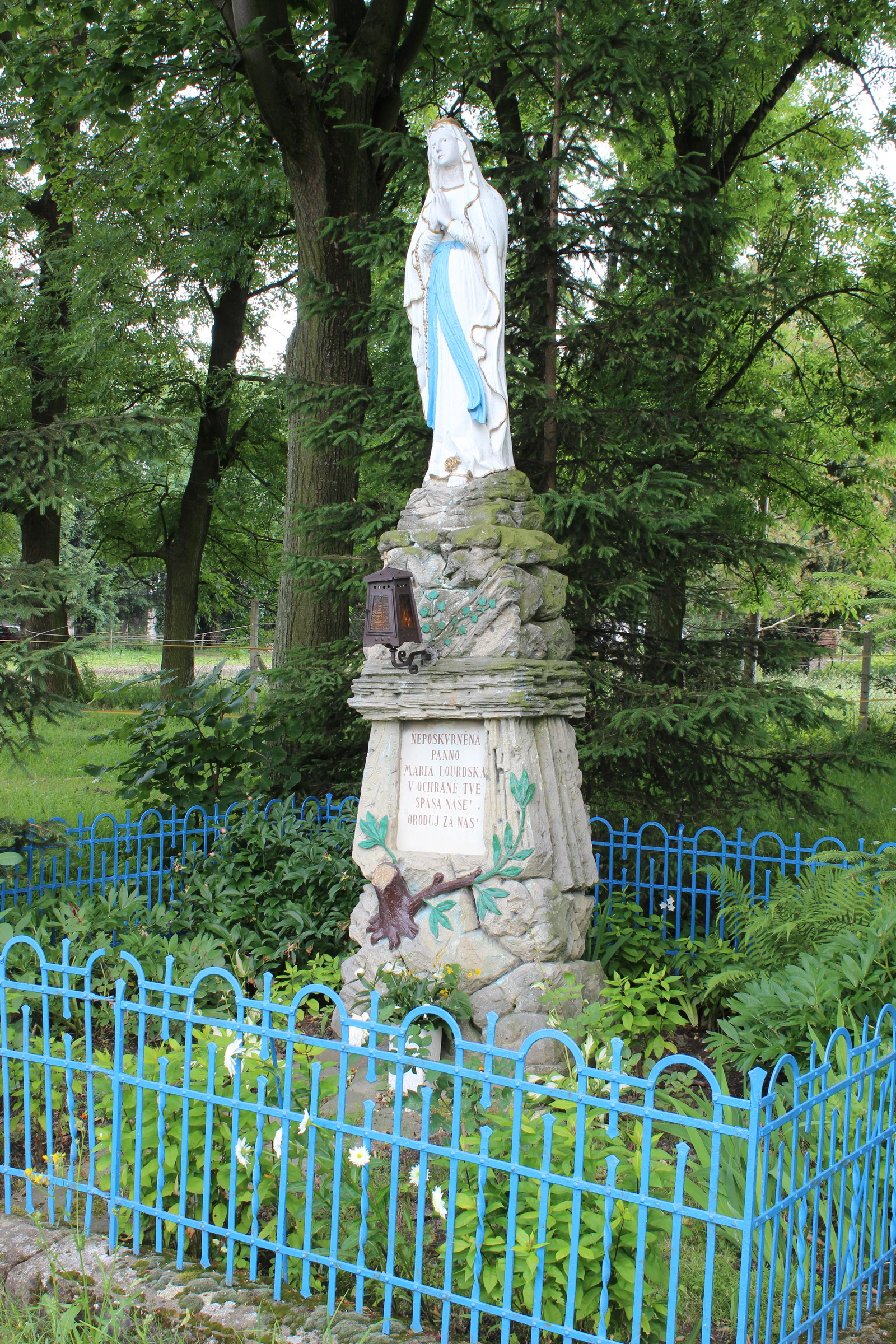
Marienstatue mit Sockel

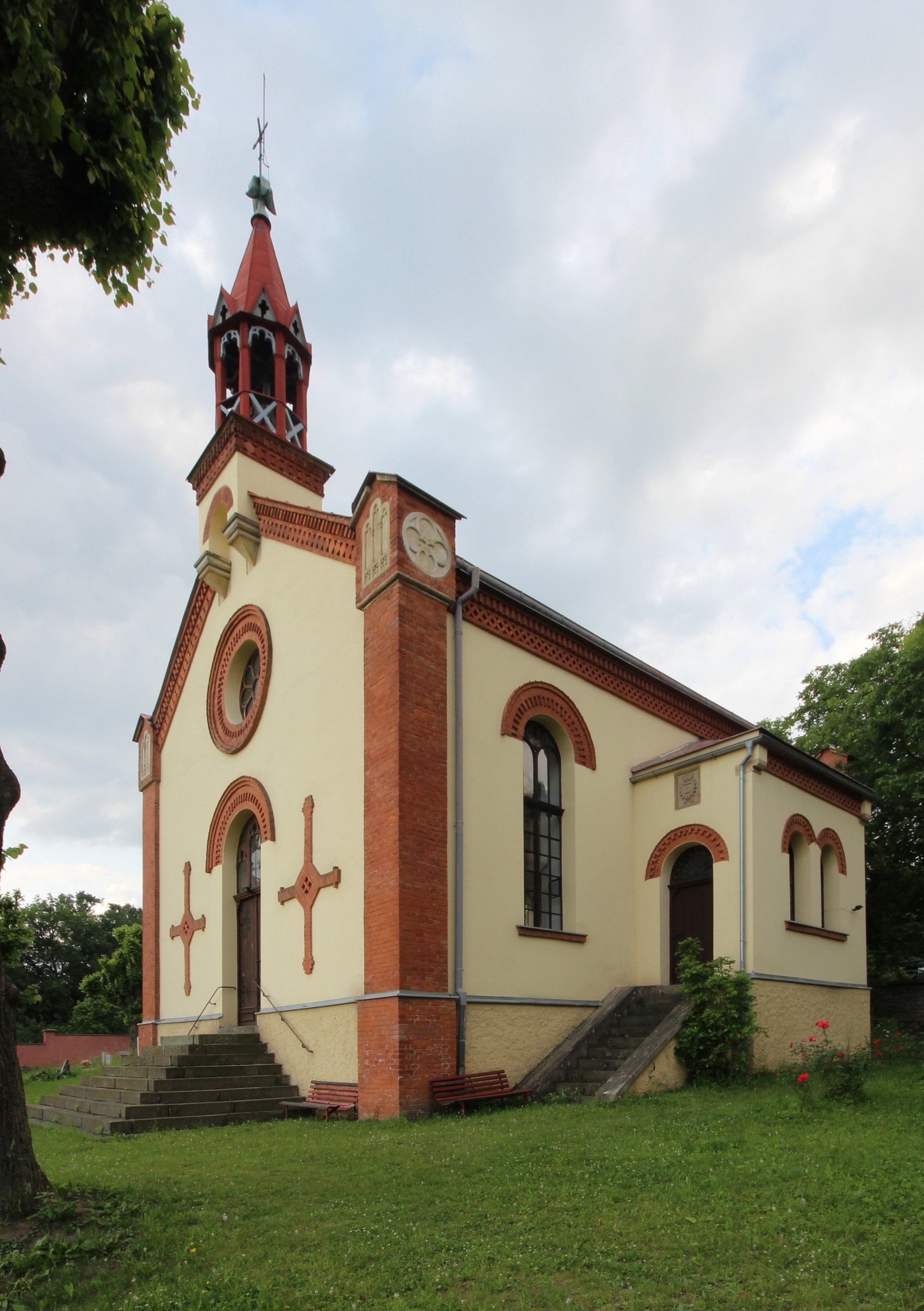
Evangelische Kirche in Šonov

## Sehenswürdigkeiten

### In Provodov
- Marienstatue mit Sockel

### In Šonov
- Die evangelische Kirche wurde 1864 von Wilhelm zu Schaumburg-Lippe aus eigenen Mitteln errichtet. Dessen Frau Bathildis von Anhalt-Dessau (1837–1902) stiftete die Orgel und seine Mutter Ida von Waldeck und Pyrmont (1796–1869) die Glocke. Im Giebel befindet sich eine fünfblättrige Rose und oberhalb das Wappen der Schaumburg-Lippe.
- Pfarrhof
- Gutshof